# Кистон (тауншип, Миннесота)
Кистон (англ. Keystone) — тауншип в округе Полк, Миннесота, США. На 2000 год его население составило 100 человек.

## География
По данным Бюро переписи населения США площадь тауншипа составляет 92,3 км², из которых 92,3 км² занимает суша, водоёмов нет.

## Демография
По данным переписи населения 2000 года здесь находились 100 человек, 34 домохозяйства и 24 семьи. Плотность населения —  1,1 чел./км². На территории тауншипа расположено 38 построек со средней плотностью 0,4 построек на один квадратный километр. Расовый состав населения: 98,00 % белых, 1,00 % коренных американцев и 1,00 % приходится на две или более других рас.
Из 34 домохозяйств в 38,2 % воспитывались дети до 18 лет, в 67,6 % проживали супружеские пары, в 5,9 % проживали незамужние женщины и в 26,5 % домохозяйств проживали несемейные люди. 17,6 % домохозяйств состояли из одного человека, при том 5,9 % из — одиноких пожилых людей старше 65 лет. Средний размер домохозяйства — 2,94, а семьи — 3,48 человека.
31,0 % населения — младше 18 лет, 6,0 % — в возрасте от 18 до 24 лет, 31,0 % — от 25 до 44, 19,0 % — от 45 до 64, и 13,0 % — старше 65 лет. Средний возраст — 38 лет. На каждые 100 женщин приходилось 122,2 мужчин. На каждые 100 женщин старше 18 приходилось 115,6 мужчин.
Средний годовой доход домохозяйства составлял 33 438 долларов, а средний годовой доход семьи —  40 625 долларов. Средний доход мужчин —  27 917  долларов, в то время как у женщин — 18 750. Доход на душу населения составил 15 645 долларов. За чертой бедности не находилась ни одна семья и 6,1 % всего населения тауншипа.